# Люксембургско-французские отношения
Люксембургско-французские отношения — двусторонние дипломатические отношения между Люксембургом и Францией. Протяжённость государственной границы между странами составляет 69 км.

## История
В годы Войны за испанское наследство Люксембург вместе с Бельгией вернулся австрийским Габсбургам. Через шесть лет после начала Французской Революции Люксембург снова перешёл Франции, так что государство испытывало на себе все превратности судьбы вместе с французами — Директорию и Наполеона. Прежняя территория была разделена на три департамента (departements), в которых действовала конституция Директории и соответствующая система управления. Крестьяне Люксембурга попали под действие антицерковных мер французского правительства, а введение военной обязанности в 1798 году привело к восстанию в Люксембурге, которое было жестоко подавлено. С падением Наполеона французское владычество в Люксембурге закончилось, его судьба была решена Венским Конгрессом 1815 года: Люксембургу был дарован статус Великого герцогства с Виллемом I (представителем династии Оранских-Нассау, королём Нидерландов) во главе. 
В настоящее время между странами сложились дружественные отношения, регулярно происходят государственные визиты на высшем уровне.

## Экономические отношения
Между странами сложились стратегически важные торговые отношения. В 2014 году объем двусторонней торговли составил сумму в 1 млрд евро. 
Франция является крупнейшим торговым партнёром Люксембурга после Германии. В Люксембурге зарегистрировано 833 французских компании в которых трудятся более 18000 сотрудников. Порядка 82000 французов ежедневно ездят на работу в Люксембург.